# 竹村之宏
竹村 之宏（たけむら ゆきひろ、1946年-）は多摩大学経営情報学部名誉教授。専門はリーダーシップ論。

## 経歴
- 1969年3月、京都大学教育学部卒業。
- 日阪製作所で人間課（一般的に人事課に相当）などを歴任。

## 役職

### 現在
- 多摩大学経営情報学部名誉教授・客員教授（2005.4～2013.3[1]）
- 浜松大学ビジネスデザイン学部経営情報学科特任教授（2005.4～2013.3）
- 日本労働ペンクラブ幹事
- 日本開発工学会理事・運営委員

### 過去
- 東海大学短期大学部講師。
- 九州東海大学工学部助教授。
- 名古屋外国語大学講師。
- 多摩大学経営情報学部教授（1989.4～2005.3）

## 活動
- 財務省、国土交通省、人事院、NHK（日曜討論）、JICAなど多数。

## 著書
単著
- 「リーダーシップ新時代」―時代変化と求められるリーダー像 ISBN 978-4883721382
- 日本型を活かす人事戦略―グローバルスタンダードだけでいいのか ISBN 978-4818522060
- 共同体原理の経営―日本人の創造性が企業を救う! ISBN 978-4818600096
- 人事評価の真実―出世する人はここが違う ISBN 978-4062641173
- 管理者の人間学―時代は人を支点に回り始めた ISBN 978-4478440254
- 男30代からの出世の王道 ISBN 978-4062641326
- 新時代の人財開発戦略 ISBN 978-4883721085
- 日本人の誇りと働き方 ISBN 978-4883722648
- 相手の立場と気持を察知する法―あらゆる対人関係を有利に運ぶ本 ISBN 978-4534007599
- 進化する日本型経営―業績主義人事を超えて ISBN 978-4478430125
- 日本型人事管理の戦略―人間主体経営を創造する ISBN 978-4837803256
- 21世紀型人財開発の視点 ISBN 978-4883720620

共著
- 経営・人事労務管理要論 ISBN 978-4561252542 服部治との共著
- 発想の発想法 ASIN B000J8I2U8 川勝久との共著
- 信頼を増す16のノウハウ　人との接し方・応じ方 ISBN 978-4569212432 白石浩一、前川嘉信、津田達男、安田清、小田島弘、滝川あゆち、清水勤、湯浅喜美子、安田賀計との共著
- 職場の人間学―部下・上役を動かす83のポイント ISBN 978-4833411356 上田敏晶との共著
- アイデアがどんどん湧いてくる潜在能力発想法―未開発能力を引き出す創造力の高め方 ISBN 978-4833730402 川勝久との共著
- 生きるにも技術がいる―人生工学の発想 ASIN B000J80F26 川勝久との共著
- 職場の人間学―部下・上役を動かす83のポイント ASIN B000J886RW 上田敏晶との共著

翻訳
- すぐ使える会議進行術 ASIN B000J7QQSE エバ・S.レインマン著
- 上手なビジネス時間の活かし方 ASIN B000J81FD4 ジム・デビッドソン著

## その他
- 淀川長治、横井庄一などと交流があった。